# Isotta Ingrid Rossellini
Isotta Ingrid Rossellini (* 18. Juni 1952 in Rom als Isotta Ingrid Frieda Giuliana Rossellini) ist eine italienische Literaturwissenschaftlerin.

## Leben
Isotta ist die Tochter von Ingrid Bergman und Roberto Rossellini; ihre Zwillingsschwester ist Isabella Rossellini. Sie hat einen Bruder, Roberto Ingmar Rossellini, eine Halbschwester, Pia Lindström, und einen Halbbruder, Renzo Rossellini.
An der Columbia University machte Ingrid Rossellini Abschlüsse als BS, MA und Ph.D. in Italienischer Literatur; ihre Dissertation über Petrarcas Canzoniere wurde 1995 veröffentlicht. Sie hat an der State University of New York at Stony Brook gelehrt und ist außerplanmäßige Professorin der New York University.
Von 1979 bis 1982 war sie mit Alberto Acciarito verheiratet; seit 1990 ist sie mit Richard Aborn verheiratet. Sie hat zwei Kinder, Francesca Aborn und Tommaso Rossellini.

## Werke
- Rossellini, Ingrid: Know Thyself. DoubleDay Penguin, 2018, ISBN 978-0-385-54188-6.
- Rossellini, Ingrid: Nel trapassar del segno: idoli della mente ed echi della vita nei Rerum vulgarium fragmenta. L. S. Olschki, 1995, ISBN 88-222-4368-4.